# Cedar Hill Lakes
Cedar Hill Lakes – wieś w Stanach Zjednoczonych, w stanie Missouri, w hrabstwie Jefferson.